# Vincent Curatola
Vincent Curatola (ur. 16 sierpnia 1953 w Englewood) – amerykański aktor i pisarz. Jego najbardziej znaną rolą jest postać Johny'ego Sacka z serialu Rodzina Soprano.
Jest także piosenkarzem. Pojawiał się często na koncertach zespołu Chicago.

## Filmografia
- 1999–2007: Rodzina Soprano
- 2003: I Am Woody
- 2004: 2BPerfectlyHonest
- 2005: Gangsterskie hity